# Tour de Quebec
El Tour de Quebec és una competició ciclista per etapes que es disputa als voltants de la regió de la Ciutat de Quebec, Canadà. La primera edició es disputà el 2008 i alguns anys també s'ha disputat la prova femenina.

## Palmarès masculí
| Any  | Vencedor         | Segon                 | Tercer            |
| ---- | ---------------- | --------------------- | ----------------- |
| 2008 | Guillaume Boivin | Bruno Langlois        | Zack Garland      |
| 2009 | Josh Dillon      | Otávio Bulgarelli     | Charles Dionne    |
| 2010 | Guillaume Boivin | Jean-Sébastien Perron | Derrick St. John  |
| 2011 | Bruno Langlois   | Shawn McCarthy        | Hugo Houle        |
| 2012 | Hugo Houle       | Bruno Langlois        | Antoine Duchesne  |
| 2013 | Emile Abraham    | Pierrick Naud         | Douglas Repacholi |

## Palmarès femení
| Any  | Vencedora         | Segona           | Tercera           |
| ---- | ----------------- | ---------------- | ----------------- |
| 2008 | Joanie Caron      | Karol-Ann Canuel | Véronique Labonté |
| 2010 | Myriam Gaudreault | Véronique Fortin | Elizabeth Albert  |